# Navahrudak
Navahrudak (in bielorusso Навагрудак?) o Novogrudok (in russo Новогру́док?, Novogrudok) è una città della Bielorussia. In passato fu capoluogo della regione di Navahrudak. Ora appartiene alla regione di Hrodna ed è capoluogo dell'omonimo distretto.